# Носовица
Носовица — деревня в Осташковском городском округе Тверской области. 

## География
Деревня расположена на берегу озера Глубокого в 22 км на запад от города Осташкова.

## История
В 1703 году на погосте Глубокий близ деревни была построена деревянная церковь Архистратига Михаила. 
В конце XIX — начале XX века деревня входила в состав Синцовской волости Осташковского уезда Тверской губернии. 
С 1929 года деревня входила в состав Карповщинского сельсовета Осташковского района Великолукского округа Западной области, с 1935 года — в составе Калининской области, с 1994 года — в составе Хитинского сельского округа, с 2005 года — в составе Хитинского сельского поселения, с 2017 года — в составе Осташковского городского округа.

## Население
| 1859 | 1889 | 2002 | 2010 |
| ---- | ---- | ---- | ---- |
| 90   | ↗115 | ↘1   | ↘0   |